# Taxeotis stereospila
Taxeotis stereospila là một loài bướm đêm thuộc họ Geometridae. Loài này được Edward Meyrick mô tả lần đầu tiên vào năm 1890 và nó được tìm thấy ở Úc.

## Hình ảnh

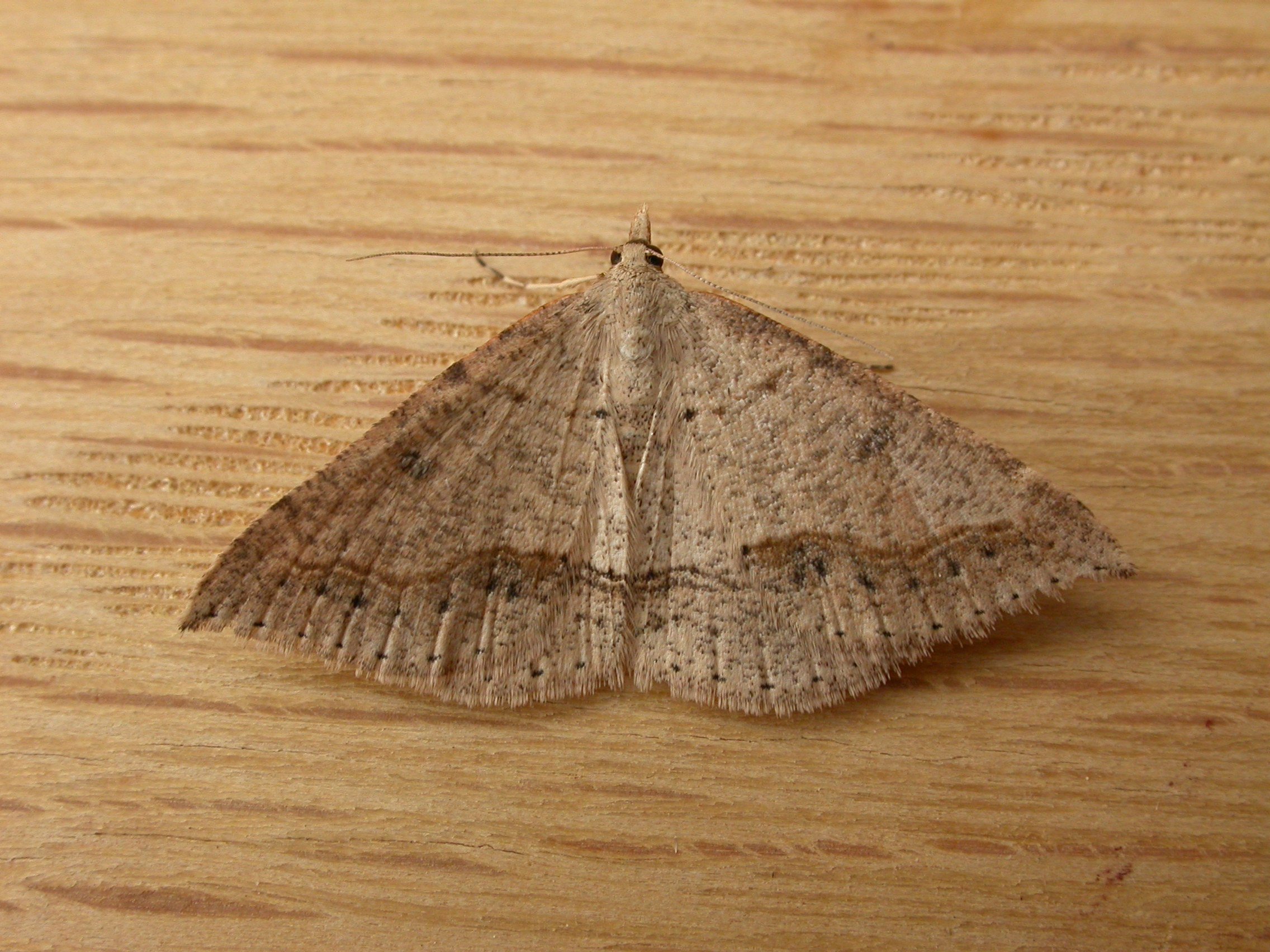
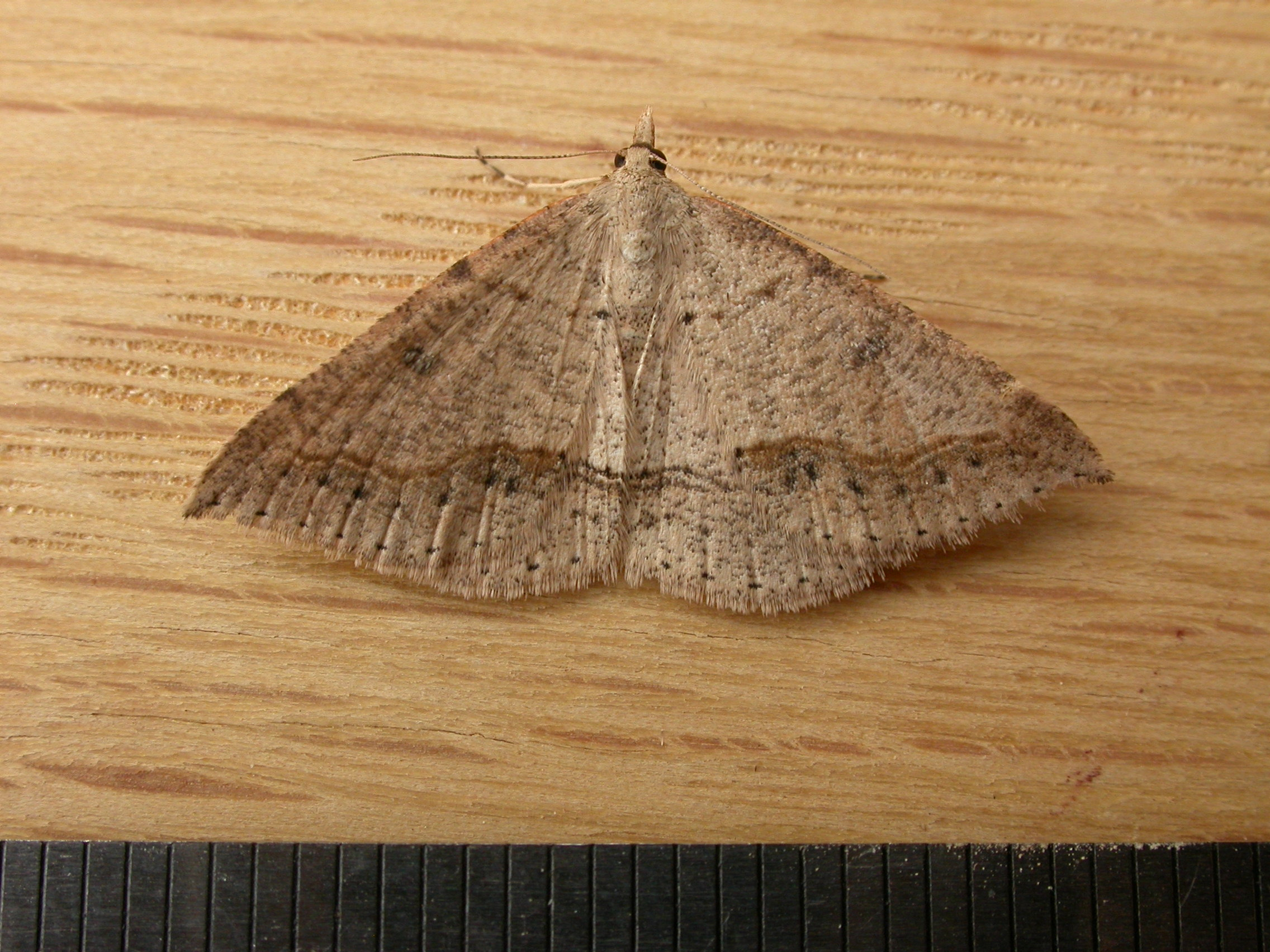
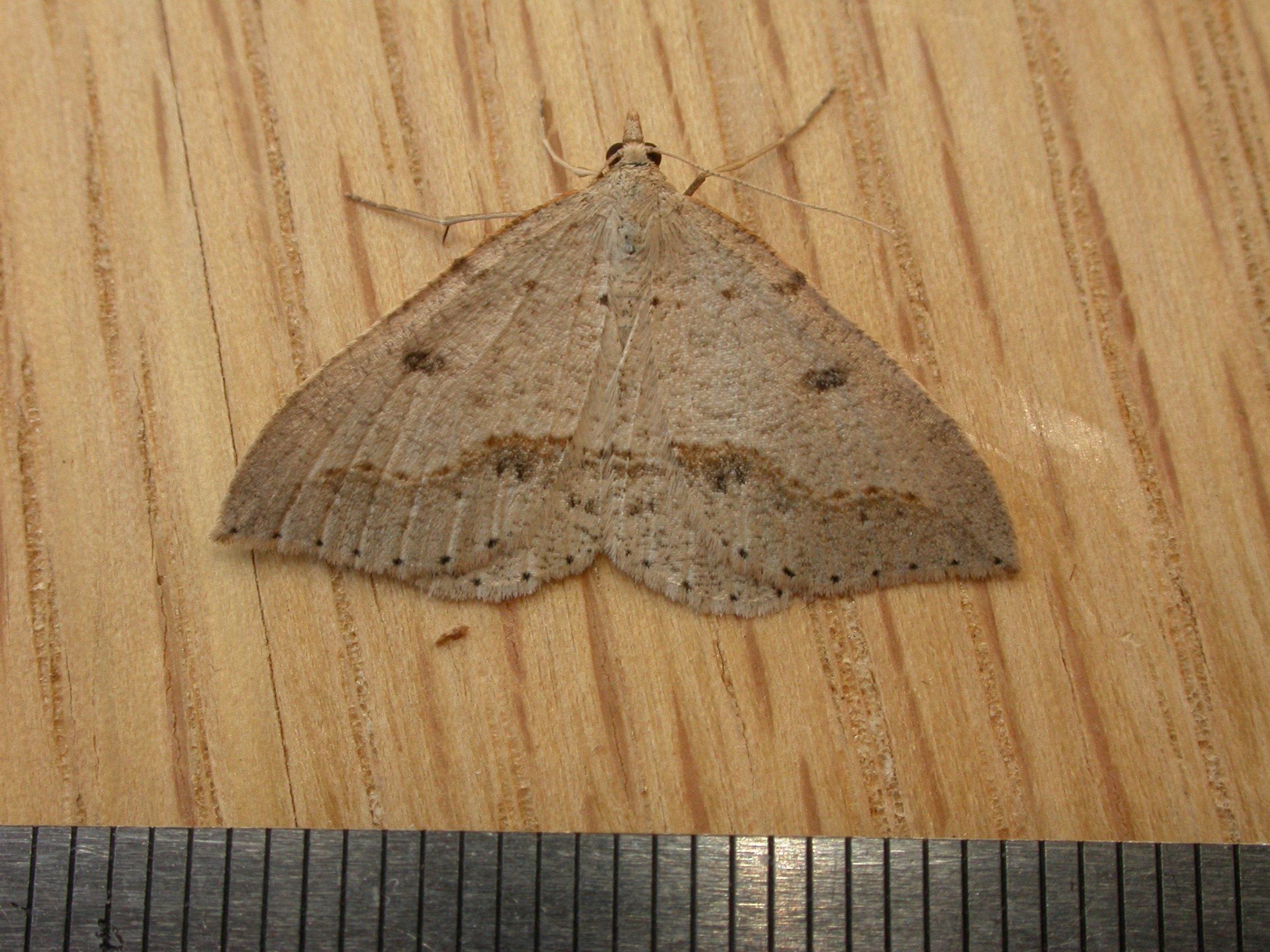
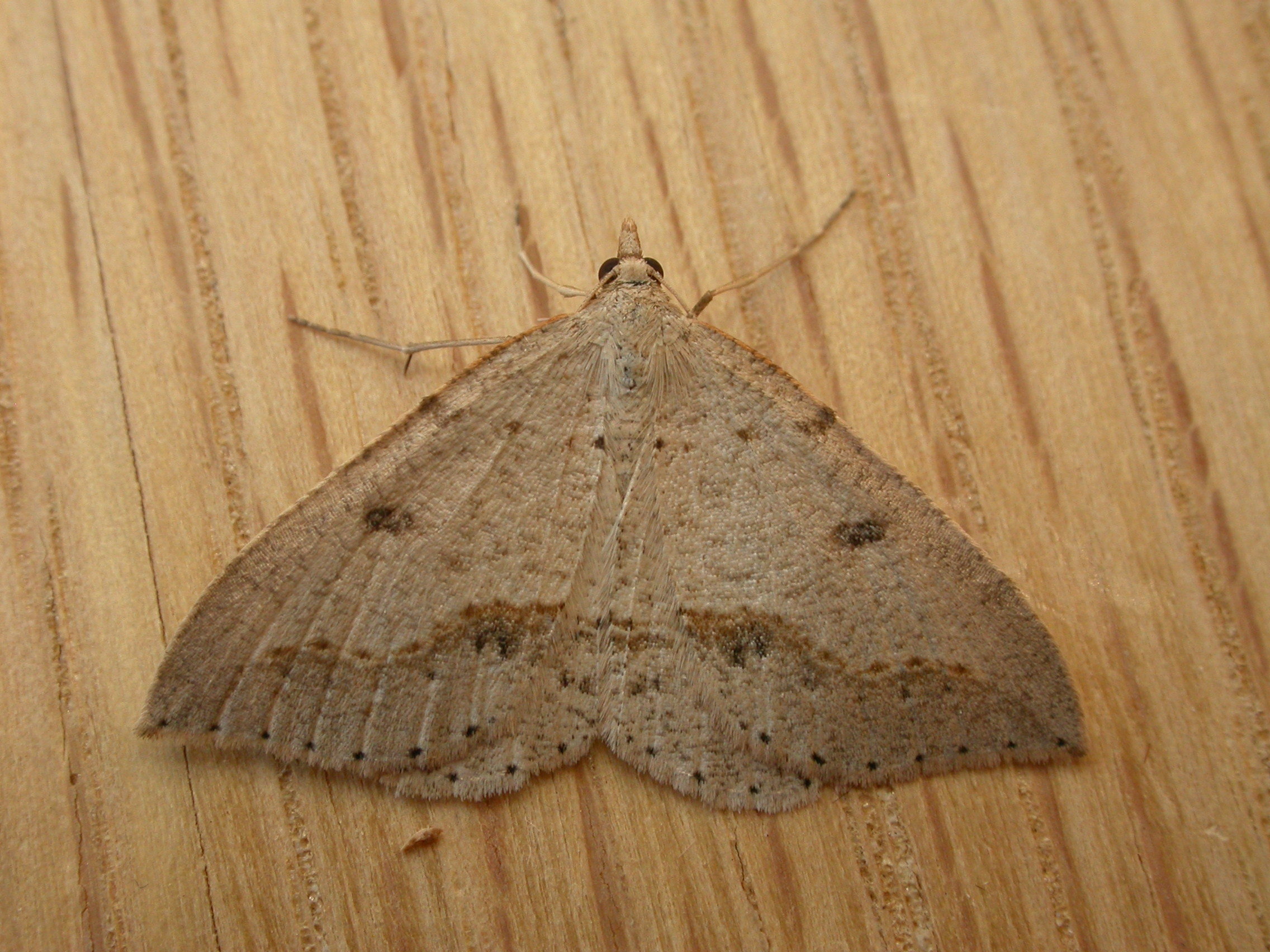